# Chevrolet Tahoe
La Chevrolet Tahoe est un véhicule de type véhicule utilitaire sport du constructeur automobile américain Chevrolet vendu depuis 1992. Actuellement, il en est à sa troisième génération. Le Tahoe existe aussi chez GMC sous le nom de Yukon; et chez Cadillac sous le nom d'Escalade.
Il est disponible en deux transmissions AWD (transmission intégrale mais juste pour la sécurité, très peu d'aptitudes TT) et 4WD) qui constituent un écart de prix important, mais des aptitudes en tout-terrain améliorées en 4WD et il est disponible en plusieurs finitions : LS, LT, LTZ, Z71 (améliorée pour le tout-terrain) ; et en version rallongée, le Suburban.

## Première génération (1992–2000)
Le nouveau GMC Yukon a été introduit en 1991 pour l'année modèle 1992, tandis que Chevrolet a continué d'utiliser le nom K5 Blazer jusqu'en 1994. Tous étaient des modèles à 2 portes jusqu'en 1994. Le Chevrolet K5 Blazer a été abandonné après l'année modèle 1994. Le Chevrolet Tahoe a été introduit en 1995 pour l'année modèle 1995 avec l'ajout d'une toute nouvelle version à 4 portes. Le Tahoe était le SUV de l'année du magazine Motor Trend pour 1996. Il porte le nom du lac Tahoe à la frontière de la Californie et du Nevada aux États-Unis.
Le Tahoe/Yukon était plus court que le Suburban sur lequel ils étaient basés, mais partageait la plate-forme GMT400 de ce véhicule. Il s'agissait d'un véritable châssis de pick-up, basé sur celui utilisé dans le pick_up full-size Chevrolet Silverado. Les modèles à deux et quatre portes été produits en propulsion et à quatre roues motrices. Le deux portes pèse environ 2 041 kg tandis que le quatre portes pèse environ 2 495 kg. Le deux portes roulait avec un empattement de 152 mm plus court que le quatre portes. La transmission intégrale permanente «AutoTrac» et un émetteur HomeLink programmable ont été ajoutés pour 1998. La finition haut de gamme Denali du Yukon a été introduite en 1999 alors que ces véhicules devenaient populaires auprès des familles riches.
Le moteur standard était le V8 petit bloc LO5 Chevrolet de 5,7 L, tandis qu'un V8 diesel de 6,5 L turbocompressé était disponible à partir de 1994.
Au Mexique, le Tahoe 2 portes a été lancé en 1995, appelé Chevrolet Silverado, et en 1998, le 4 portes a été lancé sous le nom de Silverado 4 portes, et les deux étaient disponibles dans les finitions Base, LS et LT de luxe. Au Venezuela, le Tahoe 2 portes a été lancé en 1993 (4 roues motrices uniquement), appelé Chevrolet Grand Blazer, et en 1996, le 4 portes a été lancé sous le nom de Grand Blazer 4 portes (2 roues motrices). En 1996, le 2 portes a été abandonné. En 1996, seul le Grand Blazer 4 portes à 4 roues motrices était disponible. En Bolivie, en 1995, le 4 portes a été lancé sous le nom de Tahoe 4 portes (4 roues motrices). Le Chevrolet Tahoe est appelé de manière ludique «hoe». On dit souvent que les hommes peuvent avoir une femme et un «hoe». Ce nom est né en raison du coût écrasant de l'entretien de ce véhicule après l'avoir soulevé et mis sur de gros pneus.
À partir de 1994, GM a commencé à apporter de nombreux changements annuels au Blazer/Yukon, notamment:
- Intérieur révisé comprenant un coussin gonflable côté conducteur, rétroviseurs latéraux révisés, Blazer renommé Tahoe, option 4 portes incluse (1995)
- Moteur Vortec 5700 révisé 5,7 L avec une puissance et une efficacité énergétique accrues, un changement de vitesse électronique à 4 roues motrices, des feux de jour, une entrée éclairée et de nouvelles fonctionnalités intérieures (1996)
- Transmission automatique révisée, nouveau système de direction assistée sensible à la vitesse EVO (Electronic Variable Orifice) et coussin gonflable côté passager ajouté, option Yukon 2 portes abandonnée (1997)
- Émetteur Homelink programmable, système de sécurité PassLock, sièges avant chauffants en option, climatisation pour les passagers arrière, option 4RM automatique AutoTrac ajoutée, airbags de deuxième génération, transmissions révisées à nouveau (1998)
- Option Tahoe 2 portes abandonnée (1999)

Cette génération, sortie en 1995, constitue un grand pas pour la firme américaine, Chevrolet. Effectivement, le Tahoe (aussi appelé Chevrolet Silverado au Mexique, et Chevrolet Grand Blazer en Amérique du Sud, est encore produit actuellement, signe d'un succès. Cette génération proposait, comme celle de nos jours, plusieurs types de carrosseries : 2, 4 portes, et pick-up.
La plate-forme utilisée est la GM GMT400. GM pour General Motors car elle est aussi utilisée pour son cousin le GMC Yukon. Plusieurs motorisations étaient proposées :
En essence :
- 6 cylindres en ligne 4,1 litres
- V8 5,7 litres
- V8 7,4 litres

En diesel :
- S4T 4 litres
- V8 6,5 litres

Trois transmissions sont disponibles :
- automatique 4 vitesses 4L80E
- automatique 4 vitesses 4L60E
- manuelle 5 vitesses.

Histoire:
En 1992, GMC sortait le Yukon, et Chevrolet continuait d'appeler son modèle le Blazer. Les deux modèles étaient des 2-portes jusqu'à 1994. En 1995, Chevy changea Blazer contre Tahoe et proposa une version plus familiale à 4 portes.
Le Chevrolet Suburban était plus long que le duo, mais élaboré sur la même base. Aussi, ce même châssis (GM GMT400) était un châssis de vrai pick-up, ou « truck ». Le pick-up Silverado fut naturellement élaboré sur cette plate-forme. Tous les modèles étaient disponibles en propulsion (RWD, rear wheel drive) u 4x4 (AWD, all wheel drive). Une version plus luxueuse, le « Denali » était aussi proposé.

### Tahoe Limited et Tahoe Z71
Lorsque le Chevrolet Tahoe/GMC Yukon basé sur la plate-forme GMT800 a été lancé pour l'année modèle 2000, un Tahoe Limited à 2 roues motrices et un Tahoe Z71 à 4 roues motrices sont restés en production sur la plate-forme GMT400 en tant que véhicules en édition spéciale. Ces véhicules en édition spéciale été produits dans l'usine d'assemblage d'Arlington, au Texas, pour l'année modèle 2000 uniquement.
Le Chevrolet Tahoe Limited était basé sur le concept car Chevrolet Tahoe SS introduit en 1996 qui n'a jamais été mis en production. Il est rapporté que GM n'aimait pas l'idée d'un véhicule avec badge SS à une époque où les compagnies d'assurance exigeaient déjà des primes plus élevées pour les SUV. Les concept cars Tahoe SS fabriqués en 1996 étaient peints en vert métallique ou en bleu métallique non spécifié, mais le Tahoe Limited n'était produit qu'en Onyx Black. Le Tahoe Limited avait un aspect extérieur distinctif qui comprenait des effets au sol équipés d'usine, un thème monochromatique avec des pare-chocs et une calandre peints dans le même noir brillant que la carrosserie, le retrait de la galerie de toit et des antibrouillards intégrés dans le pare-chocs avant. Parmi les autres caractéristiques notables du Tahoe Limited, citons la finition de châssis haute performance Z60 (communément appelé finition de police) qui place la carrosserie du véhicule 51 mm plus bas que le Tahoe 4 roues motrices, intérieur gris bicolore et surface d'assise en cuir anthracite, un groupe de témoins de 190 km/h, des amortisseurs Bilstein de 46 mm, un rapport de démultiplication arrière de 3,42 ou 3,73 en option, un différentiel arrière à glissement limité, un système de refroidissement d'huile moteur et des roues en aluminium Ronal R36 16 pouces à cinq branches distinctif.
Le Chevrolet Tahoe Z71 présentait également une apparence monochromatique similaire au Tahoe Limited, mais au lieu du Onyx Black, le Tahoe Z71 était proposé dans Light Pewter Metallic, Victory Red, Emerald Green Metallic ou Indigo Blue Metallic. Les caractéristiques du Tahoe Z71 étaient similaires à celles du Tahoe Limited avec quelques différences clés pour distinguer le Tahoe Limited 2 roues motrices du Tahoe Z71 4 roues motrices. Les caractéristiques qui diffèrent de celles mentionnées précédemment sur le Tahoe Limited comprenaient le châssis hors route Z71 (amortisseurs Bilstein de 46 mm, un différentiel de blocage G80 à rapport de démultiplication standard de 3,73), garnitures, calandre et pare-chocs de couleur assortie, plaques de protection de dessous de caisse, phares encastrés et intégrés au centre du pare-chocs avant, radiateur surdimensionné à deux rangées, surfaces des sièges en cuir bicolore dans un thème gris ou neutre, protections de lentilles pour feux arrière distinctives, marchepieds latéraux tubulaires noirs, pare-buffle noir et des roues en aluminium poli Alcoa 16 pouces à cinq rayons distinctif.
Le moteur V8 L31 Vortec de 5,7 L et la transmission automatique à quatre vitesses 4L60E partagés avec les autres véhicules Chevrolet Tahoe GMT400 n'ont pas été modifiés dans ces véhicules d'édition spéciale, et à ce titre, ces éditions spéciales étaient principalement des finitions d'apparence, bien qu'avec des options de suspension à gestion unique[réf. nécessaire].

## Deuxième génération (2000–2006)

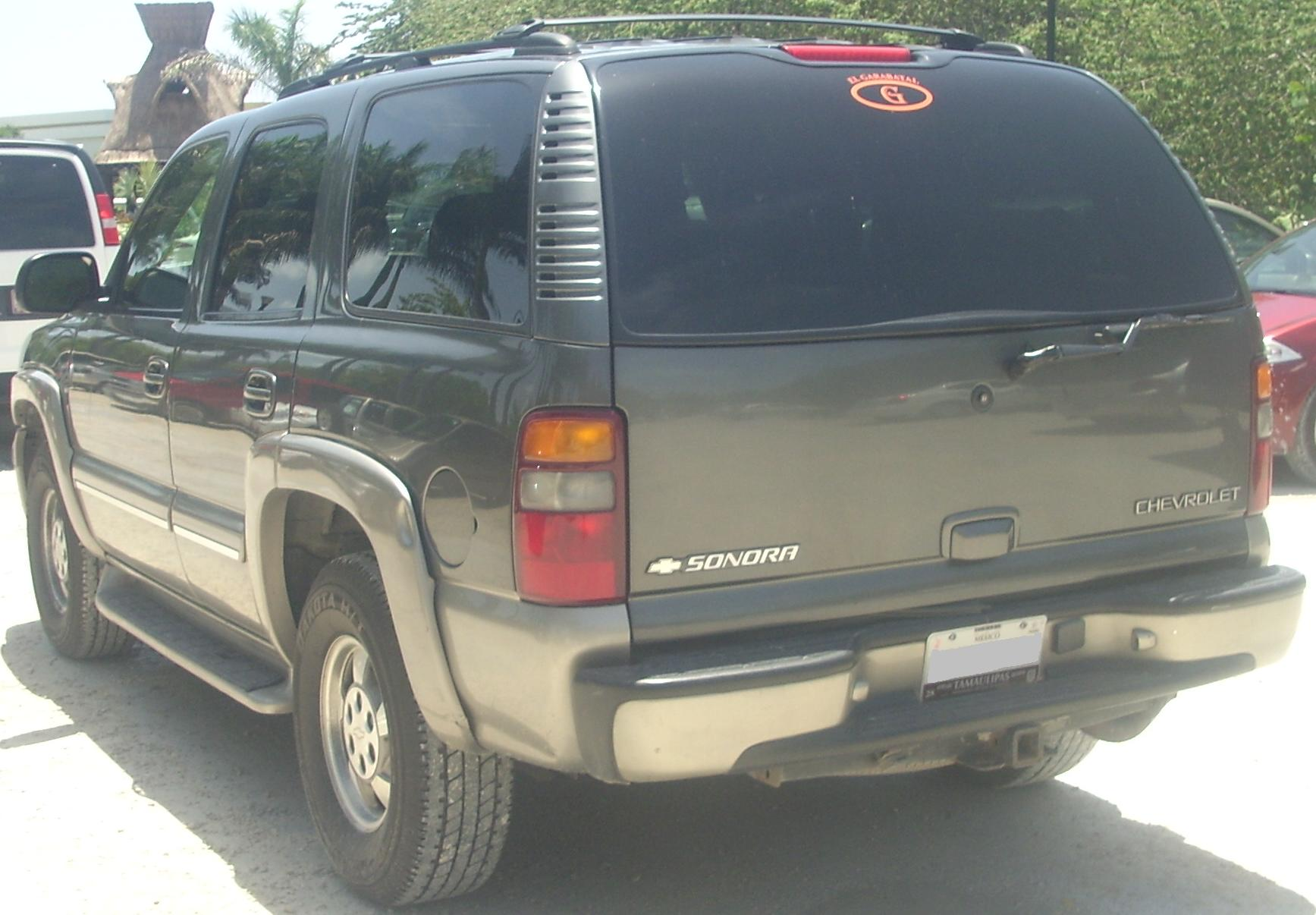
Arrière du Chevrolet Tahoe II

Autre que le Tahoe Limited Edition, le véhicule a été repensé et lancé en mars 2000 pour l'année modèle 2000 sur la nouvelle plate-forme GMT800, toujours partagé avec les pick-ups et SUV full-size. Deux nouveaux moteurs ont remplacé l'ancien V8 petit bloc Chevy de 5,7 L, et bien que les deux soient plus petits, les deux produisaient plus de puissance mais moins de couple. Au Mexique, le Chevrolet Tahoe GMT800 est appelé Chevrolet Sonora. Un prototype de Tahoe GMT800 2 portes a été fabriqué mais n'est jamais entré en production.
Les deux véhicules ont fait l'objet d'importantes mises à jour, seules la calandre, les phares et les moulures latérales se distinguant l'un de l'autre. Les deux véhicules présentaient désormais des lignes plus douces dans le cadre d'une conception plus aérodynamique. L'intérieur a également été mis à jour avec de nouveaux sièges, tableau de bord et panneaux de porte.
Le Chevrolet Tahoe deuxième du nom, référencé GMT 800, fut le premier à être régulièrement importé en Europe par la marque: auparavant, seuls des importateurs parallèles le faisaient avec des homologations individuelles et un nombre de ventes assez réduit. Curieusement, et alors que le marché européen en est demandeur, cette nouvelle génération ne fut pas disponible en châssis court, et surtout plus en diesel. Le résultat ne s'est donc pas fait attendre: malgré les efforts de la marque, le Chevrolet Tahoe est resté rare sur les routes d'Europe.
Tout comme la génération précédente de Tahoe et comme le Blazer avant lui, le Chevrolet Tahoe GMT 800 a un dérivé très long (9 places + grand coffre) appelé depuis toujours Suburban, et existe en plusieurs variantes de pick-up appelées Silverado.

### 2000
Les tout nouveaux Tahoe et Yukon sont lancés. Les coussins gonflables latéraux sont de série pour le conducteur et le passager avant, système de communication OnStar en option, contrôle automatique des phares en standard, Toit ouvrant électrique en option pour la première fois, nouveau système audio à 9 haut-parleurs de haut niveau avec caisson de basses monté à l'arrière, centre de messages pour conducteur, nouveau système antivol PassLock II, système de suspension Autoride en option sur Tahoe LT et Yukon SLT, toute nouvelle suspension avant indépendante SLA avec barres de torsion et toute nouvelle suspension arrière à cinq bras avec ressorts hélicoïdaux.

### 2001
De nouvelles couleurs Forest Green Metallic et Redfire Metallic sont introduits tandis que Dark Copper Metallic et Dark Carmine Red Metallic sont annulés. Fin de la peinture bicolore, la finition Z71 disponible sur LS 4x4 comprend: les marchepieds tubulaires, moulures inférieures et extensions de roues uniques, calandre, pare-chocs, poignées de porte et rétroviseurs de couleur assortie, feux antibrouillard avant uniques, porte-bagages unique avec cylindre arrière (galerie de toit), amortisseurs spécialement réglés, roues de 17 pouces, pneus tout-terrain P265/70R17 et OnStar. La banquette 40/20/40 bénéficie d'un design de porte-gobelet révisé, Tan/Neutral remplace la garniture intérieure Light Oak/Medium Oak. Onstar est désormais optionnel sur le Tahoe LS.

### 2002
Le Tahoe LS reçoit une pléthore de nouvelles fonctionnalités standard, comprenant: sièges à six réglages électriques, rétroviseurs extérieurs chauffants avec atténuation automatique côté conducteur, désembueur de lunette arrière électrique et émetteur universel HomeLink. La finition de base est arrêtée. Le V8 Vortec 5300 est désormais compatible avec le carburant flexible E85. Les modèles Tahoe LT commandés en Redfire Metallic viennent maintenant avec le pare-chocs avant, les moulures latérales et les évasements de roue couleur carrosserie. La suspension de conduite Premium est standard sur tous les modèles (à l'exception du Z71).

### 2003
Les SUV full-size de GM ont connu un rafraîchissement majeur pour l'année modèle 2003. Les nouvelles fonctionnalités incluent: système d'amélioration de la stabilité StabiliTrak, coussins gonflables à deux niveaux, système de détection des passagers, frein réglable et pédales d'accélérateur avec mémoire. Nouveaux systèmes radio avec Radio Data System (RDS), système audio Bose conçu sur mesure disponible sur les modèles avec sièges avant baquets, radio satellite XM et système de divertissement arrière DVD Panasonic. Climatisation trizone avec commandes manuelles de série sur LS et Z71, commandes automatiques de série sur LT. Sièges baquets de deuxième rangée en option sur les modèles avec surfaces de sièges en cuir. Les modèles LT sont équipés de rétroviseurs extérieurs couleur carrosserie à réglage électrique avec rabattement électrique et clignotants intégrés.
Les Tahoe de 2003 fournissaient une conformité précoce aux normes de sécurité fédérales LATCH (Lower Anchors and Tethers for Children) de 2005. Un groupe d'instruments repensé comprenait un nouveau centre d'information du conducteur, qui peut surveiller et rendre compte jusqu'à 34 fonctions de systèmes différents du véhicule, notamment: service StabiliTrak, verglas possible et porte entrouverte. L'intérieur a été rafraîchi, y compris un nouveau volant à huit boutons qui permet au conducteur d'accéder en toute sécurité à de nouvelles fonctionnalités d'infodivertissement ainsi qu'à une console centrale repensée.
De nouvelles améliorations ont également été apportées au groupe motopropulseur et au système électrique pour 2003. Ceux-ci comprenaient un nouveau Electronic Throttle Control (ETC) pour améliorer la sensation des gaz et de nouveaux capteurs d'oxygène pour améliorer la durabilité et réduire les émissions pendant le réchauffement du moteur. Les modèles vendus en Californie ont reçu un convertisseur catalytique plus robuste pour répondre aux normes Ultra Low Emissions Vehicle (ULEV). Un nouveau système de protection contre la batterie éteint automatiquement les phares, les feux de stationnement et l'éclairage intérieur s'ils restent allumés pendant plus de 10 minutes avec la clé retirée du contact.
Les nouvelles couleurs pour 2003 incluent Sandalwood Metallic et Dark Spiral Gray Metallic.

### 2004
Le Tahoe a reçu des mises à jour mineures pour 2004, notamment des choix de roues de 16 et 17 pouces nouvellement conçus et un système de surveillance de la pression des pneus. Des freins Hydroboost et un rappel pour ceinture de sécurité pour le passager avant ont également été ajoutés ainsi qu'un adaptateur de câblage de frein de remorque à 7 ou 4 broches. 2004 était la dernière année où le Tahoe pouvait être commandée avec des portes arrière divisés.
Le V8 Vortec 5300 de 5,3 L est maintenant évalué à 299 ch (220 kW) et 454 N m.
Les nouvelles couleurs pour 2004 été Dark Blue Metallic, Silver Birch Metallic et Sport Red Metallic.

### 2005
Les nouvelles fonctionnalités pour 2005 incluent, StabiliTrak standard sur tous les modèles, finition Z71 désormais disponible sur les modèles 2RM, système amélioré de surveillance de la pression des pneus, nouveau système OnStar avec hardware Gen 6 avec couverture analogique/numérique et capacités mains libres améliorées. OnStar est désormais de série sur toutes les versions. Système de navigation à écran tactile désormais en option. L'alternateur de 160 ampères, la nouvelle garniture intérieure et le rebord latéral aérodynamique repensé aident à améliorer l'efficacité. Tous les Tahoe sont livrés en standard avec un hayon et une lunette arrière.
Un nouveau système de refroidissement entièrement électrique contribue à un fonctionnement silencieux ainsi qu'à une économie de carburant. De nouveaux changements aérodynamiques, y compris un nouveau déflecteur d'air avant, aident le Tahoe à améliorer le rendement énergétique d'un mile par gallon.
Le V8 Vortec 4800 de 4,8 L est maintenant évalué à 289 ch (213 kW) et 400 N m.
Les nouvelles couleurs incluent Sandstone Metallic and Bermuda Blue Metallic.

### 2006
2006 a marqué la dernière année du Tahoe et du Yukon sur la plate-forme GMT800 et pour cette raison, seuls des changements mineurs ont été apportés. Ces changements comprenaient la combinaison des antennes OnStar et XM Satellite Radio en une seule unité, retrait du badge Chevrolet sur le hayon, déplacer le convertisseur catalytique plus près du moteur pour améliorer les performances d'émissions et un nouveau dispositif de réglage manuel du frein de stationnement.
Le V8 Vortec 5300 compatible avec les carburants flexibles est maintenant disponible sur toutes les finitions vendues au détail.

## Troisième génération (2007–2014)

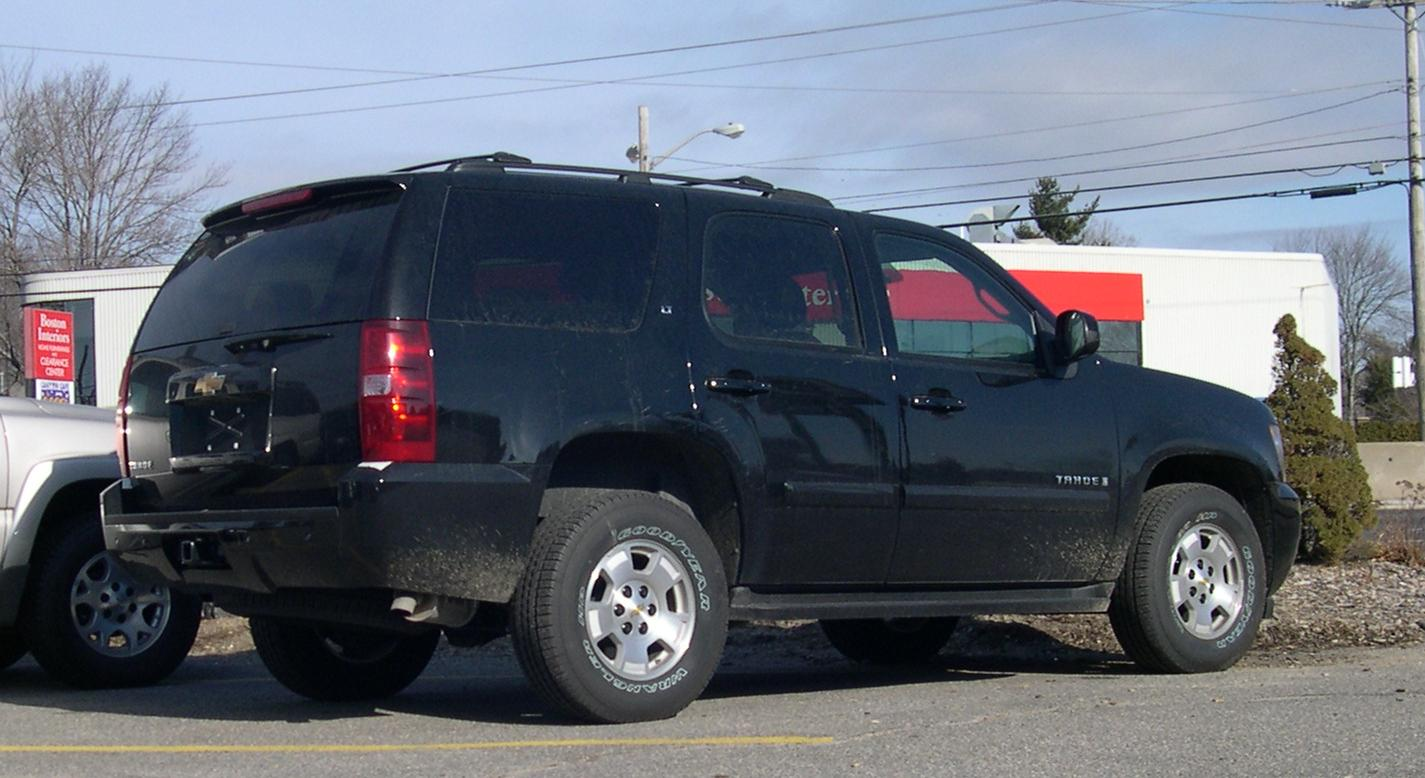
Arrière du Chevrolet Tahoe III

General Motors a repensé le Tahoe et le Yukon sur la nouvelle plate-forme GMT900 fin 2005 en tant que modèle de 2007. Une version hybride du Tahoe/Yukon, qui utilise le système hybride avancé 2 partagé avec GM/Chrysler, a suivi les modèles de 2008. Le Tahoe et le Yukon basés sur le GMT900 ont dépassé les attentes de vente initiales et ont continué de bien se vendre malgré un affaiblissement du marché des gros SUV. Le Tahoe à empattement court et son homologue de la police ont commencé la production à l'usine d'assemblage d'Arlington le 1er décembre 2005. La production du Yukon à empattement court a commencé au début de 2006, avec l'assemblage en ligne à Janesville également. Pour la première fois, GM a utilisé le nom Tahoe au Mexique.
Pour 2007, le GMC Yukon et le Chevrolet Tahoe ont reçu des carénages avant, capot et feux arrière différents. Le GMC Yukon était doté d'une calandre et de phares monolithiques, tandis que la calandre du Chevrolet Tahoe était divisée par une barre de couleur carrosserie similaire à la barre chromée du Tahoe GMT800. Le Yukon et le Tahoe redessinés comportaient un design plus anguleux qui donnait aux véhicules une apparence plus haut de gamme que leurs prédécesseurs. L'intérieur a également été considérablement repensé, avec un tableau de bord en faux bois avec des commandes d'instruments accentuées de chrome. De nouveaux panneaux de porte, ainsi que de nouveaux sièges, ont également été ajoutés à l'intérieur, il conserve toujours la disponibilité de sièges pour neuf passagers sur les modèles LS et SLE uniquement comme le Chevrolet Suburban et le GMC Yukon XL.
Le kilométrage routier est passé de 12 à 11 litres aux 100 km avec l'ajout de carburant actif et la gestion de la désactivation des cylindres. Pour 2009, le moteur 6,2 L du Yukon Denali a obtenu une augmentation de puissance à 409 ch (301 kW), tandis que le moteur 6,2 L de 400 ch (295 kW) a été ajouté en option pour le Tahoe LTZ. Une transmission automatique à 6 rapports 6L80 a remplacé la boîte à 4 rapports sur tous les SUV à l'exception des modèles à deux roues motrices avec le moteur de 4,8 L. Le modèle de 2011 présente un risque de renversement de 24,6% selon la NHTSA et une tenue de route latérale de 0,79 g.
2008 offrait l'Hybrid 2mode sur les deux niveaux de finition HY1 et HY2 avec moteur Vortec 6000 6,0 L de 337 ch (248 kW) avec une paire de moteurs électriques de 80 ch. Avec des panneaux de carrosserie améliorés et un système de batterie de 12 V/300 V, le coefficient de traînée est passé de 0,36 à 0,34. Les options en 2008 étaient seulement la climatisation à 300 V, la direction assistée électrique à 42 V et les feux arrière à LED. 13 modèles uniquement avec les finitions HY1/HY2 ont été vendues.
Les modèles LTZ de 2009 avaient l'option du moteur Vortec 6200 de 6,2 L de 411 ch (302 kW). Ce n'était qu'une option en 2009 et uniquement dans la version LTZ.
Les modèles de 2010 ont subi un léger rafraîchissement de milieu de cycle, avec un pare-chocs légèrement surélevé, retrait de l'insigne de porte «Mark of Excellence» de GM, garniture de porte intérieure révisée, structure latérale améliorée, coussins gonflables latéraux pour le torse et alerte d'angle mort latérale en option.
Pour 2012, le GMC Yukon a offert une finition spéciale Heritage Edition, comportant un insigne extérieur Heritage Edition unique, tapis de sol et moquette brodés de couleur assortie, appuis-tête brodés, caractéristiques standard de la finition d'équipements SLT-2 (comme les sièges en cuir à mémoire de forme à 10 directions et le hayon électrique) et roues de 20 pouces en option. L'Heritage Edition ajouté 1 970 $ au prix du Yukon et du Yukon XL et était offerte en trois couleurs, Heritage Blue, White Diamond Tricoat et Onyx Black.
Le Tahoe propose uniquement des V8 dont un fonctionnant au bioéthanol et un hybride essence-électrique développant 374 ch. Les prix démarrent à 37 280 $. Cette "Chevy" est de taille élevée, bien réservée au marché américain et à ceux du golfe, elle propose jusqu'à 9 places en finition LS (une place en moins à chaque finition).
Il existe une version plus luxueuse : la Chevrolet Suburban LTZ.
Les Chevrolet Tahoe et Suburban sont présents dans plusieurs séries américaines dont Esprits Criminels et Mentalist.

### The Apprentice: concours de création de publicité
En 2006, le Tahoe de 2007 a été présenté et promu dans la série télévisée de Donald Trump, The Apprentice, où les deux équipes devait organiser une émission pour les meilleurs employés de General Motors pour en apprendre davantage sur le nouveau Tahoe. De plus, The Apprentice a parrainé un concours en ligne controversé dans lequel n'importe qui pouvait créer une publicité de 30 secondes pour le nouveau Tahoe en saisissant des légendes de texte dans les clips vidéo fournis; l'annonce du gagnant serait diffusée à la télévision nationale. L'un des premiers exemples de marketing généré par les utilisateurs, dirigé par l'agence de publicité Campbell Ewald, la campagne a commencé à avoir des retours de flamme avec des centaines de parodies créées par des personnes soucieuses de l'environnement qui ont inondé le site Web YouTube et aussi de Chevrolet critiquant le véhicule pour sa forte consommation d'essence. Plus de 400 annonces négatives ont été créées au total; cependant, plus de 20 000 annonces positives ont été créées, ce que Chevrolet considère comme un succès, malgré l'attention négative des médias.

## Quatrième génération (2015-2020)
Les Chevrolet Tahoe, Chevrolet Suburban, GMC Yukon, GMC Yukon XL, Cadillac Escalade et Cadillac Escalade ESV ont eu une année modèle 2014 raccourcie à partir de juin 2013 et ont été remplacés par une nouvelle version en février 2014 en tant que modèle de 2015.
Le Tahoe et le Yukon sont construits sur la plate-forme GMT K2XX et attribués comme K2UC (pour le Chevrolet Tahoe) et K2UG (pour le GMC Yukon). La production du Tahoe et du Yukon a commencé en décembre 2013 dont les premiers SUV terminés ont été utilisés à des fins de test et ont commencé à être officiellement expédiés comme véhicules de concessionnaires le 5 février 2014. Le Tahoe de 2015 a ensuite été nommé le véhicule le plus vendu en février 2014, avec une moyenne de sept jours de ventes à sa sortie. Le 12 septembre 2013, GM a publié des photos et un communiqué de presse sur la quatrième génération de Tahoe et du Yukon. Comme ses frères plus grands Suburban et Yukon XL, les fascias avant du Tahoe et du Yukon sont distincts, mais à partir de la base des piliers A jusqu'à l'arrière, ils partagent la plupart des mêmes indices de style. Cela inclut désormais des portes incrustées qui se replient dans les seuils de porte, au lieu de les recouvrir, améliorant ainsi l'aérodynamisme et l'économie de carburant, et réduisant le bruit intérieur. Les capots et les panneaux de hayon sont maintenant en aluminium afin de réduire le poids du véhicule. Un groupe motopropulseur EcoTec3 à injection directe plus efficace couplé à une aérodynamique améliorée contribue à augmenter l'économie de carburant pour les SUV. Les deux SUV de quatrième génération ne partagent pas un seul morceau de tôle ou d'élément d'éclairage avec les pick-ups full-size de leurs marques respectives et les calandres avant des deux véhicules sont légèrement modifiées pour leur donner leur propre identité. Les phares avant sont dotés de phares à projecteur de faisceau qui flanquent la calandre à double port emblématique de Chevrolet - chromée sur tous les modèles - pénétrant dans les ailes avant, tandis que les finitions LTZ comportent des phares à décharge à haute intensité et des feux de jour à diodes électroluminescentes.
Autre nouveauté: l'ajout de sièges rabattables à plat aux deuxième et troisième rangées, désormais de série, mais pouvant être équipés d'une fonction de rabattement électrique en option pour les versions améliorées, et de 5 cm supplémentaires d'espace pour les jambes pour les passagers de la deuxième rangée. La fonction de repliage à plat de la troisième rangée est réalisée à l'aide d'une plate-forme surélevée qui réduit l'espace de chargement disponible derrière les sièges de la troisième rangée. Les sièges de troisième rangée de série et la plate-forme relevable «pliable» réduisent considérablement l'espace de chargement disponible par rapport aux modèles Tahoe précédents. Plusieurs ports USB et prises de courant sont désormais répartis dans leurs intérieurs, y compris une prise à trois broches de 110 volts, le Tahoe ajoutant une radio à écran tactile couleur de 20 cm en option avec une connectivité MyLink de nouvelle génération et un système de divertissement disponible derrière le siège (mais ne comporte pas une option Blu-ray exclusive au Suburban pour 2015), tandis que le Yukon ajouté une radio standard à écran tactile couleur de 20 cm de diagonale avec IntelliLink amélioré et la navigation disponible.
L'intérieur du Yukon a plus de fonctionnalités, y compris des sièges rembourrés de mousse à double fermeté, un système audio Bose standard et des fentes pour carte SD et du verre feuilleté pour le pare-brise et les vitres avant, réduisant le bruit intérieur. La suspension magnétique à contrôle de conduite de troisième génération de GM est en option sur les modèles Tahoe LTZ, dont les fonctionnalités améliorées comprennent le contrôle de conduite magnétique de troisième génération, un système d'amortissement en temps réel qui offre un contrôle plus précis des mouvements de la carrosserie en "lisant" la route toutes les millisecondes et change l'amortissement en seulement cinq millisecondes.
La nouvelle plateforme est basée sur les Chevrolet Silverado 1500 et GMC Sierra 1500 de 2014. Les deux SUV sont dotés d'un matériau insonorisant pour améliorer le silence de l'habitacle. Un nouveau Cadillac Escalade et un Cadillac Escalade ESV sont arrivés chez les concessionnaires en avril 2014. Les modèles ont continué pour le Tahoe et le Suburban comme LS, LT et LTZ, et pour le Yukon et le Yukon XL comme SLE, SLT et Denali. Le Tahoe et le Yukon ont été mis en vente en février 2014 en tant que véhicule de l'année modèle 2015. Les prix de tous les nouveaux SUV de GM devraient rester les mêmes que ceux des SUV GMT900 de génération actuelle. Les modèles Tahoe Hybrid, Yukon Hybrid et Yukon Denali Hybrid ont été abandonnés avec leurs groupes motopropulseurs, ainsi que les Cadillac Escalade Hybrid et Cadillac Escalade Hybrid Platinum. Le Yukon Denali traction intégrale a également été supprimée.
Le 26 septembre 2014, Chevrolet a présenté le Tahoe Z71 mis à jour à la Foire de l'État du Texas, ainsi que les débuts du Tahoe Texas Edition, cette dernière en raison du fait que le Texas vend les plus grandes unités de Tahoe aux États-Unis (en août 2014 , les ventes des SUV Chevrolet au Texas ont augmenté de 37%) et pour célébrer le 60e anniversaire de l'usine d'assemblage de GM à Arlington; la production a commencé en octobre 2014. Comme avec le précédent Tahoe Z71, cette version continuera à être proposée dans une version LT 4RM uniquement, avec une plaque de protection avant, des pneus hors route montés sur des roues de 18 pouces, une calandre et des marchepieds unique et une identification "Z71" à l'intérieur et dehors. Les phares antibrouillard, les crochets de remorquage avant et l'aide au stationnement avant sont également inclus. Le Texas Edition sera disponible dans les versions LT et LTZ, avec une finition de remorquage maximum, des roues de vingt pouces en aluminium poli (sur les modèles LT), des roues de vingt-deux pouces en aluminium peint de qualité supérieure (sur les modèles LTZ), et un badge exclusif "Texas Edition". La finition Texas Edition du Tahoe fera partie d'une gamme qui utilisera également la finition Texas Edition aux côtés des Suburban et Silverado.
La demande et l'intérêt pour le Tahoe redessiné se sont également traduits par une hausse des ventes de 108% depuis sa mise en vente en février 2014, la plupart des concessionnaires signalant que les unités ont été vendues dans les 17 jours suivant leur arrivée sur les lots du concessionnaire, la plupart des clients optant pour le modèle LTZ tout option, ce qui en fait l'un des véhicules les plus vendus de Chevrolet en 2014 avec le Suburban, qui affiché des ventes plus élevées et un roulement des stocks plus rapide.
Khalifa Haftar a un Yukon 4 portes décapotable.

### Rappels de sécurité
Le 23 mars 2014, un GMC Yukon de 2015 a pris feu à Anaheim, en Californie, après qu'un couple qui, avec le représentant des ventes qui leur donnait un essai routier, a remarqué que le véhicule s'arrêtait et que la fumée commençait à pénétrer dans la cabine, incitant les trois individus à garer la voiture et à s'échapper avant qu'elle ne soit détruite dans les 15 minutes. La cause de l'incendie a été attribuée à une fuite d'huile et à un dysfonctionnement du moteur. Bien qu'il s'agisse d'un incident isolé, le Tahoe et le Yukon de 2015 ne sont pas censés être liés au rappel des véhicules annoncé par GM qui a été effectué le 17 mars 2014. Mais cinq jours plus tard, le 28 mars 2014, GM a annoncé un rappel sur le Tahoe et le Yukon de 2015 afin de réparer une «conduite de refroidisseur d'huile de transmission qui n'est pas solidement installée dans son raccord», provoquant l'arrêt et la rupture du circuit de refroidissement d'huile du véhicule, conduisant au dysfonctionnement du moteur et prenant feu immédiatement. Le 6 juin 2014, GM a émis un autre rappel sur le Tahoe et le Yukon de 2015 parce que leurs modules de radiocommande peuvent ne pas fonctionner et empêcher ainsi certains avertissements audibles de sécurité.

### Mise à jour de la mi-année 2015
Le Tahoe a reçu les capacités 4G LTE, WiFi et Siri, une nouvelle palette de couleurs, Brownstone Metallic, et ajouté une fonction hayon électrique mains libres de série sur le LTZ, mais incluse en option sur le LT avec la finition Luxury. La fonction MyLink avec navigation est devenue standard sur la version LTZ, tandis que la capacité d'essence E85 est supprimée des commandes au détail.
Le Yukon, en plus de recevoir les caractéristiques susmentionnées, voit le moteur V8 EcoTec3 de 6,2 litres mis à jour avec la nouvelle transmission automatique à huit rapports 8L90E pour l'année modèle intermédiaire, ce qui lui permet d'améliorer l'économie de carburant.
Une antenne Shark Fin peinte dans la couleur de la carrosserie a été ajoutée avec le rafraîchissement de mi-année 2015 pour tous les modèles.

### 2016
Pour l'année modèle 2016, le Chevrolet Tahoe a reçu plus de modifications et de nouvelles fonctionnalités améliorées, similaires à celles ajoutées au Suburban. Les modifications comprenaient des pédales à réglage électrique, une alerte de collision avant, des phares IntelliBeam, une aide au maintien de voie et un siège avec alerte de sécurité, dans le cadre de la nouvelle finition alerte de conducteur amélioré, en option sur la version LS. La console intérieure au plancher avec zone de stockage et lecteur de carte SD a été retirée et un nouveau système d'infodivertissement a été introduit, mettant officiellement fin à l'ère du lecteur CD pour le Tahoe; la fonction MyLink de 20 cm a été étendue à la version LS et est devenue standard (en remplacement de l'écran de 10 cm), bien que la fonction pour la navigation reste en option sur le LT et est de série sur le LTZ. Un nouveau bouclier de hayon a été ajouté pour la finition de protection contre le vol, ainsi qu'une nouvelle aide au maintien de voie qui remplace l'avertissement de sortie de voie. Les trous pour le remplissage de carburant étaient maintenant sans bouchon sur toutes les versions. Siren Red Tintcoat et Iridescent Pearl Tricoat sont devenus les nouvelles finitions de couleur, remplaçant Crystal Red Tintcoat et White Diamond Tricoat. Le combiné d'instruments a été reconfiguré avec une nouvelle amélioration multicolore et un affichage tête haute a été introduit en standard mais uniquement sur la version LTZ,.
Le GMC Yukon de 2016 voit également des changements similaires, avec le hayon, la puissance, les commandes mains libres maintenant sur les versions SLT, une fonction de libre circulation qui remplace la finition Premium et deux nouvelles couleurs premium (Crimson Red Tintcoat et White Frost Tricoat) remplaçant Crystal Red Tintcoat and White Diamond Tricoat respectivement,.
Le Tahoe de 2016 est équipé des fonctionnalités Apple CarPlay et Android Auto Capability. Cependant, une seule de ces marques de téléphones peut être utilisée à la fois. Les finitions LTZ et Denali de 2014 et 2015 sont équipés d'un accessoire de charge "sans fil". tandis que l'option Android Auto ne sera disponible que sur les versions LT et LTZ dotées d'écrans de 20 cm.
En 2015, le Chevrolet Tahoe de construction russe a reçu le moteur V8 L86 EcoTec de 6,2 L, qui était le seul moteur offert dans la région et qui était exclusif aux marchés russe et de la CEI, car GM n'avait pas l'intention de le mettre à disposition en Amérique du Nord.

### 2017
Pour l'année modèle 2017, Chevrolet a apporté des modifications améliorées au Tahoe. Les nouveaux ajouts incluent la fonction conducteur adolescent, la fonction App Store, un rappel de siège arrière et le freinage avant automatique à basse vitesse. Deux nouvelles couleurs, Blue Velvet et Pepperdust Metallic, ont été ajoutés pour remplacer quatre couleurs. L'option de roues de 22 pouces a été étendue à trois, et le système de divertissement pour sièges arrière a été révisé. Chevrolet a également apporté des modifications aux finitions, avec l'insigne du montant C désormais supprimé des modèles LS et la finition LTZ est renommée Premier, qui restera le haut de gamme.
Le Yukon de l'année modèle 2017 a également subi des changements similaires, mais à quelques exceptions près. Deux nouvelles couleurs, Dark Blue Sapphire Metallic et Mineral Metallic, ont été introduits, ce dernier exclusif au Denali, qui ajoute également de nouvelles roues en aluminium ultra brillant de 22 pouces avec de la peinture premium argent minuit et un affichage tête haute à ses caractéristiques. Les rétroéclairages intérieurs sont passés du rouge au bleu. Les sièges conducteur et passager avant chauffants et ventilés sont désormais de série sur les versions SLT et Denali.

### 2018
Pour l'année-modèle 2018, le moteur V8 EcoTec3 de 6,2 litres sera disponible dans le Tahoe RST (lorsqu'il est acheté avec la finition Performance). Les Tahoe et Suburban de 2018 auront désormais des feux de jour à LED de série sur tous les niveaux de finitions qui remplaceront les feux de route à projecteur DRL des niveaux de finition LS et LT. Le Tahoe de 2018 aura la finition Custom Edition ajouté en option sur le niveau de finition LS de base. Le niveau de finition LS du Chevrolet Tahoe comprendra une calandre chromée, des roues de 18 pouces en aluminium peint, des pneus toutes saisons de 18 pouces à flanc noir et la suppression des sièges de la troisième rangée (ce qui réduit la capacité des passagers à 5 sièges par rapport à 8 sièges) si commandé avec la finition Custom Edition. Le GMC Yukon a reçu une transmission automatique à 10 vitesses sur le niveau de finition Denali et le GMC Yukon a fait peau neuve pour 2018 avec une calandre rafraîchie similaire à celle du GMC Acadia de 2017 et du GMC Terrain de 2018.

### 2019
L'année modèle 2019 du Tahoe/Yukon ne verra que des changements mineurs. Une couleur extérieure, Shadow Gray Metallic, remplacera les deux couleurs Havana Metallic et Tungsten Metallic, et le modèle Premier reçoit un badge nouvellement repensé sur le hayon.

### 2020
L'année modèle 2020 du Tahoe/Yukon aura une courte durée (car il s'agit de la dernière année pour la quatrième génération), car Chevrolet supprime la finition All Season et la finition LT Signature, ainsi que la couleur extérieure Pepperdust Metallic du Tahoe, tandis que le GMC Yukon de 2020 a remplacé sa couleur Pepperdust Metallic avec Carbon Black Metallic et n'a apporté aucune modification supplémentaire.

## Cinquième génération (2021-)
Le 10 décembre 2019, Chevrolet a présenté le Tahoe de cinquième génération au Little Caesars Arena de Détroit, au Michigan. Cette fois-ci, GM a choisi de présenter les SUV full-size Chevrolet en premier, avec le lancement du GMC Yukon en janvier 2020 et le Cadillac Escalade prévue pour février 2020. La production du Tahoe pourrait être repoussée en raison de la pandémie croissante de coronavirus.

### Tahoe
Basé sur la même plate-forme GMT T1XX que le Silverado 1500, le Tahoe se distingue en échangeant l'essieu dynamique et les ressorts à lames de ce pick-up pour une configuration de suspension arrière multibras indépendante avec ressorts hélicoïdaux, abaissant ainsi le plancher du véhicule et créant plus d'espace de chargement et pour les sièges de deuxième et troisième rangées. Le Tahoe a augmenté la taille de sa longueur à 5 352 mm et l'empattement à 3 071 mm tout en étant rabaissée de 381 mm de plus en raison de l'empattement arrière reculant de 127 mm, ce qui en fait le plus grand SUV du segment full-size. Il gagne 311 dm3 d'espace de chargement derrière la troisième rangée et 25 cm d'espace pour les jambes à la troisième rangée.
Les versions continueront à présenter les niveaux principaux, de base, LS, LT et Premier, avec le Z71 et le RST passant de finition en option a finition premium, ainsi que la finition High Country nouvellement ajouté, ce dernier étant le haut de gamme, ce qui fait du Tahoe le seul SUV full-size standard à offrir le plus de niveaux de finitions de tous les véhicules de ce segment.
Des quadruples sorties d'échappement sont ajoutées au véhicule, ce qui lui donne un look plus unique, mais cela ne sera de série que sur les finitions Premier et High Country et disponible en option sur LT uniquement. Les versions LS, Z71 et RST n'auront pas cette fonction en raison de leurs configurations.
Bien qu'il ait conservé un look carré, il a ajouté un design plus sinueux avec ce changement et a adopté le même langage de conception Chevrolet, avec une calandre avant et un éclairage LED sinistre qui est également utilisé sur le Silverado, à l'exception du Z71 à calandre noire (sans le pare-chocs) et du RST. Le hayon est plus à l'avant et au centre, avec la signature du nom "Tahoe" qui s'étend dessus.
Le tableau de bord et le système de divertissement ont été étoffés, s'éloignant du design traditionnel. Les nouvelles fonctionnalités mises à jour incluent un écran tactile de 26 cm qui est désormais standard sur toutes les versions, et une paire d'écrans arrière LCD de 32 cm qui peuvent lire des films et proposer du contenu à partir des smartphones des passagers, et peuvent lire différents programmes sur les deux écrans. Une nouvelle colonne de changement de vitesses à bouton-poussoir (P, R, N, D) est placée sur le tableau de bord, neuf écrans de caméra pour des capacités de remorquage améliorées et un total de 30 dispositifs de sécurité supplémentaires ont été mis en œuvre dans tout le Tahoe. Une suspension adaptative Air Ride est de série sur les versions supérieures, tout comme un écran conducteur de 20 cm.
Il comportera également un moteur diesel Duramax en option (disponible sur toutes les versions et toutes les finitions à l'exception du Z71) pour la première fois, et jusqu'à présent, le seul modèle en dehors de ses concurrents à avoir cette option; un moteur six cylindres en ligne de 3,0 L produisant 277 chevaux. En attendant tout changement dû à la pandémie mondiale de coronavirus de 2020 qui a ralenti la production, la cinquième génération de Tahoe sera mise en vente au deuxième trimestre 2020 en tant que modèle de 2021.
Bien qu'il soit prévu de le rendre disponible dans les régions à conduite à gauche, GM a prévu de transporter le Tahoe dans les pays à conduite à droite pour la première fois. L'Australie et la Nouvelle-Zélande sont parmi les principaux pays qui devraient être inclus mais qui ont été éloignés des plans, citant le mandat bref et infructueux de Holden pour commercialiser le Suburban de 1998 à 2001 et son annonce soudaine en février 2020 de cesser ses activités. S'ils apportent le véhicule dans les régions à conduite à droite, il porterait le badge Chevrolet dans le cadre de la sous-marque d'exportation "General Motors Specialty Vehicles", alors que Chevrolet entame une lente expansion vers la région australasienne d'une gamme de produits américains avec une entreprise locale (qui devrait être Holden Special Vehicles) s'occupant des conversions,,.

### Yukon
GMC a dévoilé sa cinquième génération de Yukon à Vail, au Colorado, le 14 janvier 2020, aux côtés de son grand frère le Yukon XL. Comme le Tahoe, le Yukon comprendra également une suspension arrière indépendante, un moteur six cylindres en ligne turbodiesel de 3,0 litres et une option de suspension haut de gamme comprenant des ressorts pneumatiques et des amortisseurs magnétiques, un V8 de 5,3 litres standard, un V8 de 6,2 litres de 420 chevaux en option et transmission automatique à 10 vitesses de série dans toute la gamme. Il gagne également 124 mm dans l'empattement mais seulement 10 mm de longueur totale, ce qui le rend encore inférieur à la longueur du Tahoe. Le tableau de bord aura deux versions, une similaire au Tahoe tandis qu'une autre avec un écran de divertissement plus grand sera exclusive au Denali. Le design du Yukon suit le langage de conception de GMC, avec la calandre avant imitant le Sierra mais le hayon imitant la gamme de SUV multisegment de GMC avec les lumières étendues aux portes du hayon.
La gamme de niveau de finitions s'est également élargie, les SLE, SLT et Denali étant désormais rejoints par l'AT4 exclusif aux 4 roues motrices, ce dernier étant livré en standard avec les amortisseurs adaptatifs électroniques Magnetic Ride Control, sièges et surpiqûres en cuir exclusifs AT4 avec une couleur intérieure Jet Black et des accents Brandy, un volant chauffant, sièges avant chauffants et ventilés, sièges d'extrémités chauffants à la deuxième rangée, une boîte de transfert à deux vitesses, pneus tout terrain Goodyear de 20 pouces, système de sélection de traction avec mode hors route, contrôle de descente de colline et plaques de protection.
La cinquième génération du Yukon fera ses débuts à l'été 2020 en tant que modèle de 2021,.

## GMC Yukon Denali
Pour plus d'informations: GMC Denali
La plaque signalétique GMC Denali a commencé comme version de luxe du Yukon pour l'année modèle 1999. Le Denali est disponible sur les versions standard et XL et est la finition haut de gamme de la gamme GMC Yukon.

### 1999
En 1998, au moment de son introduction, le Yukon Denali était la réponse de GM au Lincoln Navigator, mais GM a ensuite introduit un clone du Yukon Denali et l'a rebadgé "Escalade" sous la plaque signalétique Cadillac. L'extérieur du Yukon Denali était partagé avec le Cadillac Escalade, avec l'ensemble des agrafes avant et des panneaux de carrosserie inférieurs différents du Yukon standard. À l'intérieur, en outre, le Denali propose des options de luxe non disponibles sur le Yukon. Ceux-ci comprenaient un intérieur en cuir amélioré, des sièges électriques, des sièges chauffants à l'avant et à l'arrière, un système stéréo Bose et du grain de bois sur le tableau de bord. Le Yukon Denali et l'Escalade de 1999 ont également vu la première application du système de communication OnStar de GM dans un SUV full-size.

### 2001-2006
Même si le Yukon a été repensé aux côtés des Chevrolet Suburban et Tahoe en 2000, le Denali et l'Escalade sont restés sur la plate-forme GMT400. Ce n'est qu'en 2001 que le Denali et l'Escalade ont été repensés. Alors que l'Escalade s'est écartée de son schéma de conception extérieure basé sur le Yukon pour tenter de cacher ses racines, l'extérieur du Yukon Denali est presque le même que celui d'un Yukon GMT800 de l'année modèle post-2000. Des panneaux latéraux en relief et des phares légèrement retravaillés avec des lentilles à projecteur de faisceau ainsi que des roues polies de 17 pouces et une calandre et un pare-chocs avant différencient le Yukon Denali du Yukon ordinaire. L'année 2001 a également vu l'introduction de la calandre "punch" qui est devenue la marque de fabrique de la plaque signalétique Denali.

### 2007-2014
Le Yukon Denali a été repensé pour l'année modèle 2007 aux côtés du Yukon ordinaire. Le plus grand changement été dans le style, comme le hayon aplati rappelant le nouveau Tahoe, et en particulier les formes de calandre et de phares, quirendait le Yukon moins agressif que les modèles précédents. La seule différence extérieure entre le Yukon Denali et le Yukon standard est la calandre chromée et l'utilisation intensive d'accents chromés; et bien sûr les insignes, les panneaux à bascule biseautés, les phares chromés et le moteur Vortec 6200 qu'il partage avec le Cadillac Escalade.

### 2015-2020
Le Yukon Denali a été repensé et mis à jour avec d'autres SUV de GM en septembre 2013 et est allé chez les concessionnaires le 5 février 2014 comme modèle de 2015. Le Yukon Denali continue avec les caractéristiques haut de gamme (en utilisant les caractéristiques similaires de la finition LTZ du Tahoe) et la conception en nid d'abeille de la calandre avant, équipée d'une nouvelle technologie active de suppression du bruit et de la suspension à contrôle magnétique de troisième génération de GM en standard. En novembre 2014, le Yukon Denali a vu son prix de base augmenter de 1 300 $ en partie en raison des fonctionnalités chargées ajoutées à sa mise à jour de milieu d'année 2015.

### 2021-aujourd'hui
Le Yukon Denali de cinquième génération a été introduit en janvier 2020. Le véhicule mis à jour et repensé se déplacera vers le haut un niveau de finition supérieur en raison de l'introduction de l'AT4 qui était placé au-dessus de la finition SLT. Il aura également un tableau de bord différent qui sera exclusif à cette finition.

## Véhicule hybride
Le Tahoe a fait ses débuts en version hybride électrique fin 2007. En janvier 2008, le prix de départ était de 50 540 $ US. Le prix de départ du modèle de 2009 a été porté à 51 405 $ US.
Le Chevrolet Tahoe Hybrid utilise une combinaison de son moteur V8 à double cylindrée de 3,0/6,0 L et de deux moteurs électriques (continus) de 60 kW (81 ch) avec une batterie au nickel-hydrure métallique de 300 volts. Le véhicule peut fonctionner à l'essence, à l'électricité ou à un mélange des deux à l'aide du système hybride automatique à deux modes qui surveille le couple du véhicule et l'état de la batterie pour choisir la source d'énergie la plus efficace. La batterie est chargée soit directement en générant de l'électricité en entraînant un ou les deux moteurs électriques à l'aide du moteur essence (pendant que le véhicule est en roue libre ou est entraîné par le moteur essence), soit par les roues entraînant un ou les deux moteurs électriques via ce qu'on appelle "freinage régénératif" lorsque le véhicule décélère, récupérant ainsi une partie de l'énergie investie. Le Tahoe est considéré comme un hybride solide, ou complet, par le fait qu'il peut fonctionner entièrement sur batterie (avec une autonomie limitée) à basse vitesse. En conduite urbaine, la cote de consommation de carburant de l'EPA pour la version hybride 2 roues motrices est de 11 litres aux 100 km. En comparaison, les variétés non hybrides du Tahoe ne sont pas évaluées à plus de 16 litres aux 100 km en conduite urbaine. En conduite sur autoroute, la cote EPA est de 11 litres aux 100 km.
Les modèles Tahoe et Yukon Hybrid ont été abandonnés après l'année modèle 2013 alors que GM a décidé de rendre ses SUV plus économes en carburant avec l'introduction du moteur EcoTec qu'ils installeraient plus tard dans les Tahoe et Yukon de 2015.

## En dehors des États-Unis
Au Brésil, le Tahoe GMT400 été vendu sous le nom de "Grand Blazer", originaire d'Argentine avec traction arrière uniquement, moteurs 6 cylindres d'origine régionale (le dernier type de moteur 6 cylindres en ligne Chevrolet MPFI 4,1 L comme seul moteur essence en option et le moteur Sprint MWM 4,2 L ou 6.07T pour ceux qui préfèrent le diesel) et transmission manuelle. Le GMT400 est utilisé par des unités de police d'élite brésiliennes, telles que le BOPE (Batalhão de Operações Policiais Especiais) à Rio de Janeiro et le ROTA (Rondas Ostensivas Tobias de Aguiar) et GATE (Grupo de Ações Taticas Especiais) à São Paulo. Il est également utilisé par la police d'État de São Paulo et la police d'État de Rio Grande do Sul. Mais à mesure que les voitures vieillissaient, la grande majorité d'entre elles ont été remplacées, principalement par le plus petit SUV intermédiaire, le Chevrolet Blazer. Le nom Tahoe n'a pas été utilisé au Brésil car il ne serait pas familier à la plupart des Brésiliens car le nom fait référence au lac Tahoe à la frontière du Nevada et de la Californie.
Un autre pays d'Amérique du Sud, le Chili, a incorporé ce véhicule comme unité de transport pour l'unité des opérations spéciales (GOPE) de la police chilienne (Carabineros de Chile) pour transporter du matériel de communication.
Le Tahoe été également assemblé au Venezuela à partir de kits CKD pendant 3 générations, puis abandonné en 2014, comme la plupart de la gamme Chevrolet locale en raison de conditions économiques et de circonstances politiques défavorables. La 4e génération du Tahoe n'est pas disponible au Venezuela.
En Équateur, en raison des avantages fiscaux accordés aux véhicules hybrides, la 3e génération du Tahoe n'était proposée que dans les versions Hybrid jusqu'en 2011. Un examen sur l'avantage d'exclure les véhicules hybrides d'une cylindrée supérieure à 1,8 L a rendu le Tahoe Hybrid moins rentable que le non hybride en Équateur.

## Finition de police
En Amérique du Nord, le Tahoe est utilisé par de nombreux organismes d'application de la loi, les services d'incendie et les agences EMS. Avant l'annonce du modèle de police Z56, les modèles LS civile de la plate-forme GMT400 étaient utilisés dans les services de police. Au cours de l'année modèle 1997, le Tahoe été proposé avec l'option de police Z56 en utilisant des composants de suspension du pick-up 454SS abandonné - les premiers Tahoe Z56 n'étaient disponibles qu'en 2 roues motrices jusqu'à ce que le GMT400 soit éliminé. Le prototype original avait des freins à disque arrière basés sur les 9C1 de la plate-forme B-body tandis que les Z56 de série étaient livrés avec des freins à tambour arrière. Les plans pour équiper le Tahoe avec la finition de police Z56 ont vu le jour autour de l'année modèle 1994 lorsque GM a annoncé la suppression progressive de ses berlines à plateforme B (Caprice, Impala SS, Roadmaster) à la fin de l'année modèle 1996, où un remplacement était imminent depuis, GM a mis fin à la production de ses berlines avec carrosserie sur châssis en raison des ventes de SUV. Depuis l'introduction de la plate-forme GMT900, Chevrolet propose actuellement deux versions de la finition de police du Tahoe; une version à quatre roues motrices et une version à deux roues motrices. Tout comme les modèles basés sur le GMT400, les modèles LS civils de la plate-forme GMT800 du Tahoe ont également été utilisés pour la police jusqu'à ce que l'option de police Z56 soit réintroduite par certaines agences en 2004 à la fin du cycle de vie du GMT800.
Chevrolet se réfère à la version à quatre roues motrices (4RM) en tant que «Special Service Vehicle» (SSV) qui a le code 5W4. Cette version du Tahoe peut être utilisée à toutes fins, à l'exception des poursuites et des réponses à grande vitesse en raison de son centre de gravité élevé juste en dessous de la fenêtre avant (hauteur, pas l'emplacement), ayant ainsi une probabilité plus élevée de basculer à haute vitesses. Cette version est préférée par les agences où la neige, la glace, les inondations, les terrains accidentés et la garde au sol sont des problèmes courants. [34]
Chevrolet se réfère à la version à deux roues motrices (2RM) - également connue sous le nom de version à roues motrices arrière (RMA) - comme "Police Pursuit Vehicle" (PPV). Cette version peut être utilisée à toutes fins, y compris les poursuites et les réponses à grande vitesse. Le centre de gravité de ce véhicule est inférieur à celui de la version à quatre roues motrices et la garde au sol est d'environ 25 mm de moins, avec un pare-chocs arrière standard remplaçant l'attelage de remorquage des Tahoe civils. Les agences de patrouille routière préfèrent la version à deux roues motrices, où les poursuites et les interventions sur longue distance sont plus courantes. À partir de l'année-modèle 2012, le Tahoe était le dernier véhicule de police à traction arrière avec carrosserie sur châssis fabriqué pour le marché américain depuis que Ford a abandonné sa plateforme Panther vieillissante, le Ford Police Interceptor basée sur le Volvo XC90 (connue sous le nom de Ford Explorer en version civile). D'autres SUV, comme le Ford Expedition, sont utilisés par de nombreuses agences d'application de la loi et EMS, mais ne sont pas évalués en fonction de la poursuite. [35]
Chevrolet a construit un Chevrolet Tahoe Police Patrol Vehicle de 2015 qui a été présenté comme concept lors du SEMA Show 2013 à Las Vegas. Le véhicule est devenu disponible en transmission 2RM et 4RM avec des commandes à venir au premier trimestre 2014 pour les modèles de service spécial, suivies des commandes pour les modèles de poursuite de la police par la suite.
Ce modèle spécifique est lancé en 1997 afin d'équiper les diverses polices américaines et canadiennes.
Elle est déclinée en :
- version 4x4 sous le nom de Special Service Vehicle (SSV),
- et version 2 roues motrices vendue comme Police Pursuit Vehicle (PPV).

## Applications militaires
Article principal: Véhicule utilitaire
Lorsque la production du CUCV II a pris fin en 2000, GM l'a repensée pour coïncider avec les offres de pick-ups civils. La nomenclature CUCV a été changée en Light Service Support Vehicle en 2001. En 2005, la production du LSSV est passée à AM General, une unité de MacAndrews et Forbes Holdings. Le LSSV est un Chevrolet Silverado 1500, Chevrolet Silverado 2500 HD, Chevrolet Tahoe ou Chevrolet Suburban construit par GM et propulsé par un moteur turbo diesel Duramax de 6,6 litres. Comme GM a périodiquement repensé ses pick-ups et SUV civils de 2001 à nos jours, les LSSV ont également été mis à jour sur le plan cosmétique.
La militarisation des pick-ups/SUV standard de GM pour devenir des LSSV comprend des changements extérieurs tels que la peinture CARC (Forest Green, Desert Sand ou 3 couleurs Camouflage), lumières d'occultation, pare-chocs militaires, un pare-buffle, un réceptacle valet OTAN/réceptacle remorque OTAN, un crochet de remorquage, manilles de remorquage et un système électrique 24/12 volts. Le tableau de bord dispose de commandes et de plaques de données supplémentaires. Le SUV peut également être équipé de supports d'armes dans la cabine, crochets d'arrimage de la cargaison, sièges de troupes rabattables, outils pionniers, treuils et autres accessoires militaires. Dans l'Armée canadienne, ces véhicules sont surnommés «Milverado».
La finition optionnelle Enhanced Mobility (EM) ajoute une suspension améliorée, freins antiblocage aux 4 roues, un différentiel arrière bloquant, pneus avec verrouillage à talon, un système de surveillance de la pression des pneus et autres mises à niveau. Environ 2 000 unités de LSSV ont été vendues à des organisations militaires et d'application de la loi américaines et internationales

### Variantes
- Pick-up transporteur de fret/troupes (2 portes, cabine allongée ou Silverado 4 portes)[48]
- Véhicule transporteur/de commande de fret/troupes (Tahoe 4 portes)[48]
- Véhicule/ambulance transporteur/de commande de fret/troupes (Suburban 4 portes)[48]

## Ventes américaines annuelles
| Année civile | Tahoe   | GMC Yukon | Ventes totales aux États-Unis |
| ------------ | ------- | --------- | ----------------------------- |
| 1998         | 133 235 | 49 355    | 182 590                       |
| 1999         | 122 213 | 53 280    | 175 493                       |
| 2000         | 149 834 | 56 297    | 206 131                       |
| 2001         | 202 319 | 77 254    | 279 573                       |
| 2002         | 209 767 | 76 488    | 286 255                       |
| 2003         | 199 065 | 86 238    | 285 303                       |
| 2004         | 186 161 | 86 571    | 272 732                       |
| 2005         | 152 307 | 73 458    | 225 765                       |
| 2006         | 161 491 | 71 476    | 232 967                       |
| 2007         | 146 259 | 63 428    | 209 687                       |
| 2008         | 91 578  | 39 064    | 130 642                       |
| 2009         | 73 254  | 29 411    | 102 665                       |
| 2010         | 75 675  | 28 781    | 104 456                       |
| 2011         | 80 527  | 34 250    | 114 777                       |
| 2012         | 68 904  | 27 818    | 96 722                        |
| 2013         | 83 502  | 28 302    | 111 804                       |
| 2014         | 97 726  | 41 569    | 139 295                       |
| 2015         | 88 342  | 42 732    | 131 074                       |
| 2016         | 103 306 | 53 447    | 156 753                       |
| 2017         | 98 961  | 49 183    | 148 144                       |
| 2018         | 104 153 | 80 784    | 178 829                       |
| 2019         | 101 189 | 74 673    | 175 862                       |